# موسى هوغن
موسى هوغن (بالإنجليزية: Moses Hogan)‏ هو ملحن أمريكي، ولد في 13 مارس 1957 في نيو أورلينز في الولايات المتحدة، وتوفي بنفس المكان في 11 فبراير 2003.

## وصلات خارجية
- موسى هوغن على موقع ميوزك برينز (الإنجليزية)
- موسى هوغن على موقع أول ميوزيك (الإنجليزية)
- موسى هوغن على موقع ديسكوغز (الإنجليزية)